# 清水正和
清水 正和（しみず まさかず、1927年12月19日 - 2002年7月17日）は、日本のフランス文学者、翻訳家。甲南女子大学名誉教授。
専門分野は19世紀フランス文学とその関連芸術。

## 略歴
和歌山県生まれ。京都大学文学部フランス文学専攻卒業。大阪音楽大学助教授を経て甲南女子大学教授。1998年定年退職し、名誉教授。
2002年、肝不全により74歳で死去した。

## 著書
- 『西欧幻想 冬の旅』（皆美社） 1985.1
- 『ことば・声・夢 詩とエッセイ』（皆美社） 1987.12
- 『ゾラと世紀末』（国書刊行会） 1992.3
- 『ゴッホとモーパッサン 文学と絵画への旅』（皆美社） 1993.3
- 『フランス近代芸術 絵画と文学の対話』（小沢書店） 1999.3

## 翻訳
- 『プロコフィエフ』（ミシェル・R・ホフマン、音楽之友社、不滅の大作曲家)  1971
- 『ベルリオーズ』（シュザンヌ・ドゥマルケ、中堀浩和共訳、音楽之友社、不滅の大作曲家） 1972
- 『海底二万海里』（ジュール・ベルヌ、福音館書店） 1973、のち文庫
- 『神秘の島』上・下（J・ベルヌ、福音館書店） 1978.8
- 『ショスタコーヴィチ』（ミシェル・R・ホフマン、振津郁江共訳、音楽之友社、不滅の大作曲家） 1982.7
- 『レ・ミゼラブル』（ヴィクトル・ユゴー、福音館書店、福音館古典童話シリーズ） 1996.1
- 『制作』（エミール・ゾラ、岩波文庫） 1999.9
- 『ムーレ神父のあやまち』（ゾラ、倉智恒夫共訳、藤原書店、ゾラ・セレクション） 2003.10